# Best Time Ever with Neil Patrick Harris
Best Time Ever with Neil Patrick Harris è un programma televisivo statunitense condotto da Neil Patrick Harris con la co-conduzione di Nicole Scherzinger; appartiene al genere del varietà.
Nel programma vengono eseguiti scherzi a personaggi famosi, esecuzioni acrobatiche, brevi sketch, mini quiz e scherzi con telecamere nascoste.
La prima puntata è andata in onda sulla NBC il 15 settembre 2015. Ospite speciale è stata Reese Witherspoon.